# Marta Pura
Marta Pura is een bestuurslaag in het regentschap Empat Lawang van de provincie Zuid-Sumatra, Indonesië. Marta Pura telt 1985 inwoners (volkstelling 2010).